# Endoxyla magniguttata
Endoxyla magniguttata is een vlinder uit de familie van de Houtboorders (Cossidae). De wetenschappelijke naam van deze soort is voor het eerst voorgesteld als Xyleutes magniguttata door Max Gaede in een publicatie uit 1933.
De soort komt voor in Australië (Queensland en New South Wales).